# Hans Herbjørnsrud
Hans Herbjørnsrud, né le 2 janvier 1938 à Heddal à Notodden et mort le 15 novembre 2023, est un nouvelliste et agriculteur norvégien.

## Biographie
Il obtient le prix Dobloug en 2005.

## Œuvres traduites en français
- La Porte condamnée, trad. de Terje Sinding, Belval, France, Éditions Circé, 2007, 122 p.  (ISBN 978-2-84242-233-2)